# Столяр, Абрам Яковлевич
Абра́м Я́ковлевич Столя́р (апрель 1901, с. Олово, Забайкальская область — 27 июля 1938) — советский государственный и партийный деятель, первый секретарь Кировского крайкома и обкома ВКП(б) (1934—1937), первый секретарь Свердловского обкома ВКП(б) (1937—1938). Один из организаторов и жертва "Большого террора" 1937-1938 гг.

## Биография

### Ранние годы
Родился апреле 1901 г. в селе Олово Читинского уезда Забайкальской области в еврейской семье. Его отец был мелким предпринимателем - владельцем одного из золотых приисков, но в начале 1910-х гг. разорился и попал в заключение за долги, оставив восьмерых детей без средств к существованию. Благодаря поддержке старших братьев и сестёр Абрам смог учиться и в 1917 г. закончил реальное училище г. Нерчинска. В апреле 1917 г. вступил в РСДРП(б). В 1917—1918 гг. — сопредседатель и член Нерчинского совета, в 1918—1921 гг. — на партработе в РККА и Народно-революционной армии ДВР.

### На партийной работе
В 1921—1924 гг. учился в Коммунистическом университете им. Я. М. Свердлова в Москве, после окончания которого был направлен на партработу в Нижний Новгород. До 1929 г. работал в Канавинском райкоме Нижнего Новгорода (с апреля 1927 г. — секретарь райкома). В мае 1929 перешёл на работу в Нижегородский обком (с июля 1929 — крайком) ВКП(б) — заведующий агитационно-пропагандным отделом, с августа 1930 — 3-й, с марта 1934 г. — 2-й секретарь Нижегородского (с октября 1932 г. — Горьковского) крайкома.

### Во главе Кировского края
В декабре 1934 г. из части территорий Горьковского края и Свердловской области был образован Кировский край (в декабре 1936 г. преобразован в Кировскую область), и Столяр возглавил парторганизацию края. В апреле 1937 г. избран одновременно 1-м секретарём Кировского горкома ВКП(б).
В период руководства А. Я. Столяра Кировским краем (с декабря 1936 г. - Кировской областью) в регионе строились промышленные предприятия (в их числе крупнейший в СССР Комбинат учебно-технического школьного оборудования), росло производство и численность рабочего класса, продолжался процесс коллективизации сельского хозяйства, в пять раз увеличилось количество тракторов в МТС (с 1053 в конце 1934 г. до 5366 в начале 1937 г.). Были достигнуты определенные успехи в культурном строительстве, в частности, в крае появилось самостоятельное государственное книжное издательство. Преобразился региональный центр: в период "столяровского" правления в г. Кирове были построены два элитных дома облисполкома на набережной р. Вятки, дом для работников НКВД ("Дом чекистов"), новое здание Центральной гостиницы, начато строительство зданий Дома советов и драматического театра на Театральной площади города. Вместе с тем были уничтожены многие памятники местной церковной архитектуры, в том числе Александро-Невский собор в г. Кирове, построенный в 1839-1864 гг. по проекту знаменитого архитектора А. Л. Витберга.

### В Свердловском обкоме
14 мая 1937 г. решением Политбюро ЦК ВКП(б) фактически назначен 1-м секретарём Свердловского обкома ВКП(б), 20 июня утверждён в должности пленумом обкома. Одновременно был 1-м секретарём Свердловского горкома ВКП(б). Уже 3 июня 1937 года по указанию нового состава областного комитета во главе со Столяром был разработан план мероприятий по ликвидации последствий вредительства в системе народного образования Свердловской области. Проработал в Свердловске чуть более полугода, 31 марта 1938 г. решением политбюро снят с должности и в тот же день арестован. Постановлением бюро Ленинского райкома ВКП(б) г. Свердловска от 3 июля 1938 г. исключен из членов ВКП(б) как враг народа.
27 июля 1938 Военной коллегией Верховного Суда СССР по ст. 58-7, 58-8, 58-11 УК РСФСР приговорён к расстрелу. Определением Военной коллегии Верховного суда СССР от 25 апреля 1956 г. приговор отменен «за отсутствием состава преступления». Постановлением бюро Свердловского обкома КПСС от 16 октября 1956 г. постановление бюро Ленинского райкома ВКП(б) от 3 июля 1938 г. в отношении А. Я. Столяра отменено. Постановлением бюро Свердловского обкома КПСС от 24 января 1989 г. восстановлен членом партии с 1917 г. (посмертно).
Памятник А. Я. Столяру установлен на Широкореченском кладбище Екатеринбурга.

## Участие в работе центральных органов власти СССР
- член ЦИК СССР 8-го созыва, депутат Верховного Совета СССР I созыва
- делегат 7 и 8 Всесоюзных и 17 Всероссийского съездов советов
- делегат XVI и XVII съездов ВКП(б)

## Электронные информационные ресурсы
- Биография А. Я. Столяра в Свободной энциклопедии Урала
- Список градоначальников Екатеринбурга Список градоначальников Екатеринбурга
- Записка Н. И. Ежова И. В. Сталину с приложением списка лиц, подлежащих суду Военной коллегии Верховного Суда Союза ССР. 26 июля 1938 г.